# Doctor Faustus (cómic)
Doctor Faustus (Johann Fennhoff) es un supervillano ficticio que aparece en los cómics estadounidenses publicados por Marvel Comics. El personaje se representa generalmente como un adversario del Capitán América. Un psiquiatra austriaco y cerebro criminal que emplea la manipulación psicológica de sus enemigos, el personaje fue creado por el escritor Stan Lee y el artista Jack Kirby, y apareció por primera vez en el Capitán América (vol 1) # 107 (noviembre de 1968).
Johann Fennhoff aparece en la serie de televisión Marvel Cinematic Universe, Agent Carter, retratado por Ralph Brown.

## Historial de publicaciones
El nombre de Fausto proviene del personaje famoso de la obra renacentista de Christopher Marlowe, La trágica historia del doctor Fausto, sobre un hombre que vendió su alma a Lucifer a cambio de 24 años de servicio de un demonio llamado Mefistófeles para obtener todo el conocimiento. Este personaje es anterior a la obra de Christopher Marlowe, en la leyenda construida en torno a la vida real de Johann Georg Faust. 

## Biografía
Johann Fennhoff nació en Viena, Austria. Se convirtió en un psiquiatra y una mente maestra criminal. Se ha autoproclamado el "Maestro de las mentes de los hombres" y es conocido por el uso de métodos psicológicos de combate. Sus tramas normalmente implican manipular a sus enemigos en posiciones donde, en esencia, se matarán a sí mismos.

### 1960s
En su primera aparición, Faustus indujo pesadillas y alucinaciones en el Capitán América (Steve Rogers) en un intento de volverlo loco. Sin embargo, fue vencido fácilmente en una confrontación física.

### 1970s
Más tarde se reveló que Faustus había estado tratando a la amnésica Peggy Carter y había capturado a Sharon Carter y los padres de Sharon en un intento de destruir al Capitán América. Faustus luego adquirió armas robadas de Industrias Stark con las que planeaba amenazar a la ciudad de Nueva York, y organizó un vuelo privado de criminales estadounidenses; sin embargo, este plan fue frustrado por el Capitán América.
Faustus es capaz de controlar brevemente a Spider-Man y usarlo en un intento de introducir un "aditivo psicogénico" a una vacuna contra la gripe (que permitiría el control hipnótico del público), pero es derrotado.
Faustus es el cerebro detrás del grupo neonazi Fuerza Nacional, dirigiéndolos detrás de escena. Es el responsable de la creación de la Gran director para dirigir la Fuerza Nacional, así como el lavado de cerebro de la agente de S.H.I.E.L.D., Sharon Carter y la programa a cometer un suicidio, aunque Carter sobrevive. Fausto también lava el cerebro temporalmente al Capitán América y lucha contra él y Daredevil. Sus piernas se lastimaron al caerse botes de gas durante esta confrontación.

### 1980s
Faustus más tarde condiciona mentalmente a Everyman para que sea su agente, más tarde conocido como Zeitgeist. Utilizó su absorbascan para atraer el poder psíquico de otras personas en un intento de derrotar mentalmente a Mister Fantástico y demostrar su valía al Imperio Secreto. Todo el mundo lucha posteriormente contra Spider-Man y Mister Fantástico, pero lo derrotan. Cuando Richards posteriormente busca el respaldo de Everyman, Fausto intenta atacar a Richards psicológicamente mediante el uso de androides elaborados para fomentar la ilusión de que Richards ha matado al resto de los Cuatro Fantásticos. Richards ve a través del ardid y hace que Faustus mismo tenga un colapso.
Después de recuperarse de su crisis, Fausto se alía con Red Skull y ayuda en la mansión del villano. Faustus intenta sin éxito coaccionar al Capitán América para que se suicide mediante el uso de hologramas fantasmales.
Faustus es también conocido por su implicación como el villano y el futuro miembro de los Thunderbolts, Moonstone.

### 2000s
Faustus se presume muerto durante varios años, pero reaparece, viviendo encubierto como un psiquiatra de S.H.I.E.L.D., empleado por Red Skull. Él tiene la tarea de manipular a Sharon Carter, y reivindica la responsabilidad del creciente vínculo romántico de Sharon con el Capitán América. Faustus es responsable de manipular a Sharon Carter para asesinar al Capitán América después de la historia de 2006 "Civil War". Se revela además que el Capitán América de la década de 1950 está vivo y en posesión de Faustus, recuperándose lentamente y siendo reacondicionado para ser un agente enviado para atacar al nuevo Capitán América, Bucky Barnes. El fracaso de este ataque, y la vituperación cada vez mayor de Red Skull y Arnim Zola hacia Faustus, hace que se retire del proyecto, pero no antes de liberar a Sharon Carter y dar información crucial sobre los planes de Red Skull para S.H.I.E.L.D.
Rogers, Falcon y Viuda Negra son fundamentales para exonerar a Barnes cuando es juzgado por los crímenes que cometió como Soldado de Invierno, a la luz del control mental al que Barnes fue sometido. Esto se hace en parte con el testimonio de Fausto en el juicio, y una demostración de sus habilidades de control mental, que muestra al manipular al abogado acusador para que ataque al juez.
Posteriormente, se revela que Faustus estableció un negocio de desarrollo de bienes raíces con la sede en Jersey City, Nueva Jersey, llamado Hope Yards Development Relocation Association, como fachada de una celda de HYDRA. El objetivo de la célula es implementar el plan de Faustus para comercializar bebidas energéticas y aerosoles mezclados con nanomáquinas que controlan la mente. La trama es frustrada por la adolescente residente de Jersey City, Ms. Marvel, como es el intento posterior de Fausto de conseguir que uno de sus secuaces sea elegido alcalde de Jersey City.
Durante la historia del Imperio Secreto, el Doctor Faustus es parte del Alto Consejo de Hydra que la nueva Madame Hydra está recolectando para ayudar a Steve Rogers, quien tuvo su historia alterada para ser un agente de durmiente de HYDRA desde hace mucho tiempo por Red Skull en clonar usando los poderes de Kobik. un efecto secundario inadvertido de la restauración de Kobik de la juventud de Rogers. Después de la toma de control global de Hydra, a Faustus se le asigna la tarea de "convencer" a Sharon Carter de que ama a Steve Rogers independientemente de su nueva lealtad, pero cuando la batalla final comienza, Sharon finge haber sido conquistada por Faustus y luego le dispara, revelando que pasó meses después de que Faustus la usara para dispararle a Steve escuchando las grabaciones de su voz para que el doctor nunca pudiera controlarla de nuevo.

## Poderes y habilidades
El Doctor Faustus no tiene poderes sobrehumanos pero tiene un genio intelecto, es extremadamente carismático y puede modular su voz de una manera altamente persuasiva. Él tiene un doctorado en psiquiatría. 
Faustus regularmente emplea proyectores de hologramas, dispensadores de gas alucinógenos, androides y accesorios elaborados. También contrata secuaces para suplantar a varias personas como parte de su plan para afectar las mentes de sus víctimas. 
Faustus ha sufrido extensas lesiones en las piernas, lo que le obligó a usar un bastón o una silla de ruedas para moverse. Él puede pararse o caminar sin ayuda solo por un breve tiempo.

## Otras versiones
La versión definitiva de Marvel del Doctor Faustus. Visto en Ultimate Comics: Armor Wars, Johann Fennhoff se convirtió en un intermediario de información para la comunidad mercenaria superhumana subterránea europea, estacionado en Praga. En algún punto de un accidente que involucró un portal dimensional, terminó con una pequeña entidad viviendo en su cabeza.
En la línea de tiempo alternativa de la historia de la "Casa de M" de 2005, el Dr. Faustus es un científico que trabaja para el Ejército y encabeza la investigación sobre los enfrentamientos en el campo de batalla.

## En otros medios

### Televisión

#### Animación
- El Doctor Faustus apareció en Spider-Man and His Amazing Friends, con la voz de Dennis Marks. En el episodio "Peones del Kingpin", Wilson Fisk lo emplea para construir Psycho Disk para lavarle el cerebro al Capitán América y a Iceman.
- El Doctor Faustus aparece en el episodio de Avengers: Secret Wars, "Resolución de Año Nuevo", con la voz de Mick Wingert.[24] Había sido arrestado por Peggy Carter y Howard Stark en 1949 en la víspera de Año Nuevo y colocado en su maletero del auto. Cuando el automóvil de Howard y Peggy fue llevado al presente luego de un ataque de los robots de Kang el Conquistador haciéndose pasar por agentes de Hydra, el Doctor Faustus se libera y comienza a evitar que lo atrapen hipnotizando a una pandilla de motociclistas, Phantom Riders. Después de que la pandilla de motociclistas fueran derrotados, el Capitán América y Peggy Carter alcanzan al Doctor Faustus y lo noquean. Después de la derrota de Kang el Conquistador, Howard Stark y Peggy Carter volvieron al pasado con el inconsciente Doctor Faustus y retomaron sus planes de entregarlo a las autoridades.

#### Marvel Cinematic Universe
- Johann Fennhoff aparece en la serie de televisión, Agent Carter, retratado por Ralph Brown. Esta versión es un operativo de Leviathan. Como se vio en la primera temporada, aparece por primera vez bajo el alias del Dr. Viktor Ivchenko mientras estaba involucrado en un complot que enmarcaba a Howard Stark antes de ser detenido por Peggy Carter.[25] Al final de la primera temporada, Johann Fenhoff es arrestado por la RSS y se le impone una mordaza especial. Acaba conociendo a su compañero de celda, Arnim Zola, quien le entrega un lápiz y papel para que puedan discutir algunos planes para una colaboración.[26]
  - Numerosos personajes a través de Agents of S.H.I.E.L.D., están sujetos a un método de hipnosis llamado "Método de Faustus".[27] Como Agent Carter y S.H.I.E.L.D. tienen lugar en la misma continuidad, uno podría suponer que Johann Fennhoff participó en la creación de este método.

### Videojuegos
Faustus aparece en el videojuego Marvel's Midnight Suns, siendo esta versión un científico de Hydra tradicionalista que es repudiado por otros miembros de Hydra por seguir creencias ya retrógradas de la organización. Es quien despierta a la entidad demoníaca Lilith, que a su vez es la deidad de culto de Hydra.